# 凉山白刺花
凉山白刺花（学名：Sophora albescens var. liangshanensis）为豆科槐属下的一个变种。

## 扩展阅读
- 維基物種上的相關：凉山白刺花